# ジーン・ワルツ
『ジーン・ワルツ』は、2008年3月に新潮社から刊行された海堂尊の長編小説、およびこれを原作とする映画。

## 概要
産婦人科学や代理母出産を題材に、産婦人科女医の曾根崎理恵の活動と代理母出産疑惑が絡んだミステリーを描く。本作は初の東京を舞台とした作品でもあり、著者の作品で存在が確認された「帝華大学」も登場するが、世界観を共有している「桜宮市」を舞台とした他作品とリンクしている部分もある。
『小説新潮』で2007年6月号から12月号にかけて連載され、2008年3月に単行本化。本作の裏編として2010年に『マドンナ・ヴェルデ』が刊行された。
本作では作中の背景で起こった出来事として北海道の架空の都市「極北市」を舞台に福島県立大野病院事件を模した事件が描かれている。
執筆時のBGMは、シャ乱Q「シングルベッド」、オフコース「秋の気配」。

## ストーリー
北海道極北市で産婦人科医である三枝久広が、一人の妊婦の術中死により逮捕された事件が産婦人科医療に大きな衝撃を与えてから半年後、帝華大学医学部産婦人科学教室の女医・曾根崎理恵は発生学講師の傍ら、週一回非常勤の医師として産婦人科医院、マリアクリニックに勤務していた。三枝久広の母、茉莉亜が院長を務めるマリアクリニックは先の逮捕事件の煽りを受けた上に、茉莉亜が末期の肺癌に侵されたことにより閉院が既定路線となり、理恵はその最後の患者である5人の妊婦達と関わっていく。
一方、理恵の同僚の准教授・清川吾郎は理恵が代理母出産に手を出したという不穏な噂を聞きつける。

## 登場人物

### 主人公
曾根崎理恵
東城大学医学部出身で帝華大学医学部産婦人科学教室助教。帝華大学で発生学の講師として教鞭を取り、産科医院・マリアクリニックで非常勤医師として働いている。学生時代から婚姻関係にあるゲーム理論学者、曾根崎伸一郎を夫に持つ。専門は不妊治療で顕微鏡下人工授精のスペシャリストとして高い手技を持つ。また患者に肩入れしない冷静さを持ち、その冷静な診察から「クール・ウィッチ（冷徹な魔女）」の異名を持つ。アンチ厚生労働省主義者で、同省が行った政策に対して辛辣な発言をすることもある。清川とは幾度か男女の関係を持ったこともある。

### 帝華大学医学部
清川吾郎
産婦人科学教室准教授。不妊学会の常任理事も務める。軽妙洒脱で面倒事は好まない性格だが、裏で屋敷教授を誘導して三枝久広逮捕事件に対する産婦人科学会の抗議声明を出させるなど頭も切れる一面もある。また端正な顔立ちもあり、幾多の女性との浮名を流している。「ラパロスコピック・ゴッドハンド（腹腔鏡下手術の神の手）」と言われるほどに手術の腕も高く患者の信頼も厚い。　
屋敷教授
産婦人科学教室教授。優柔不断で厚労省シンパの典型的な保守派。ぐぐもった声で言っていることが聞き取りにくいのが難点。
金田
理恵の発生学の講義を聴いている医学部3年生。講義でおちゃらけた発言をするクラスのムードメーカー。
鈴本
理恵の発生学の講義を聴いている医学部3年生。眼鏡を掛けた真面目な優等生。

### マリアクリニック
三枝茉莉亜
マリアクリニック院長。極北市で手術中に妊婦を死亡させて逮捕された産婦人科医・三枝久広の母親。東京にある医師の名門・城崎家に生まれ、かつては城崎家の美人姉妹の一人とされるほどの美人だった。末期の肺癌に侵され、病床に臥している。
妙高みすず
マリアクリニック助産師、55歳前後。マリアクリニックの新生児の八割を取り上げた実績を持つエキスパート。

#### 妊婦他
青井ユミ
20歳。口と鼻に銀のピアスをつけ、髪を橙色に染めたギャル風の外見をしている。子供の父親に逃げられ、身篭っている胎児を邪魔に思い中絶を希望している。
甘利みね子
34歳、結婚8年目の主婦。一人息子の秀樹をマリアクリニックで取り上げてもらったこともあり、茉莉亜への信頼からマリアクリニックに通う。
荒木浩子
39歳。理恵と清川がまだマリアクリニックで共に非常勤医師の仕事をしていた5年前から人工授精に取り組んでいるが、着床には至るものの、ことごとく2か月で流産している。努力の甲斐あってマリアクリニック閉院間近で妊娠する。
山咲みどり
55歳、アメリカで体外受精を行い経過観察中。その過程の中で双子を身篭ることになる。
神崎妙子
28歳。夫とは共働きの生活を送っている。世界を飛び回りアンティーク家具の買い付けの仕事をしているキャリアウーマン。
コージ
ユミの後輩。気弱な性格でユミと関係に及んだのは一回だけで、胎児の父親ではない可能性が高いにもかかわらず、中絶に必要な書類に判を押すために父親に仕立てられる。ユミに対しては一途に想っている。

## 書誌情報
- 単行本：2008年3月21日発売[1]、新潮社、ISBN 978-4-10-306571-5
- 文庫本：2010年6月29日発売[4]、新潮文庫、ISBN 978-4-10-133311-3

## 映画
2011年2月5日より東映配給で公開された、婦人科医療の現実をテーマにした医療ミステリー映画。監督は大谷健太郎。主演は菅野美穂。本作には著者も医師役で出演する。
同年2月12日には立川市で「東京にしがわ大学」による映画を題材に医療現場の問題を考えるディスカッション授業『これからの“いのち”の話をしよう!』が受講された。
キャッチコピーは「天才医師〈遺伝子（ジーン）の女神〉が仕掛ける、禁断の奇跡。」。
2011年2月5日・6日の初日2日間で興収4,197万2,900円、動員は3万2,825人になり映画観客動員ランキング（興行通信社調べ）で初登場第11位となった。また、ぴあ初日満足度ランキング（ぴあ映画生活調べ）では第4位になっている。

### 出演
- 曾根崎理恵 - 菅野美穂
- 清川吾郎 - 田辺誠一
- 三枝久広 - 大森南朋
- 甘利みね子 - 白石美帆
- 甘利健司 - 音尾琢真
- 田中美紀 - 片瀬那奈
- 青井ユミ - 桐谷美玲
- 須賀貴匡
- 妙高みすず - 濱田マリ
- 屋敷教授 - 西村雅彦
- 荒木浩子 - 南果歩
- 荒木隆 - 大杉漣
- 山咲みどり - 風吹ジュン
- 三枝茉莉亜 - 浅丘ルリ子

### スタッフ
- 原作 - 海堂尊『ジーン・ワルツ』（新潮社刊）
- 監督 - 大谷健太郎
- 脚本 - 林民夫
- 製作 - 廣田武仁、遠藤茂行、畠中達郎、川城和実、重村博文、軽部重信、喜多埜裕明
- プロデューサー - 松橋真三、野村敏哉
- アソシエイトプロデューサー - 藤田大輔
- ラインプロデューサー - 平野宏治
- 音楽 - 上田禎
- 主題歌 - 小田和正「こたえ」
- 音楽プロデューサー - 安井輝
- 撮影 - 青木正
- 照明 - 平野勝利
- 美術 - 太田喜久男
- 装飾 - 桜井啓介
- 録音 - 藤丸和徳
- リレコーディングミキサー - 佐藤忠治
- 編集 - 上野聡一
- スクリプター - 大西暁子
- スタイリスト - 村上利香
- ヘアメイク - 大野悦香
- 特殊メイク - 飯田文江
- 助監督 - 村上秀具
- 製作 - 「ジーン・ワルツ」製作委員会（STUDIO SWAN、東映、アミューズソフトエンタテインメント、バンダイビジュアル、キングレコード、アリオラジャパン、Yahoo! JAPAN）
- 製作プロダクション - STUDIO SWAN
- 企画協力 - 新潮社
- 配給 - 東映

### 空にいちばん近い幸せ
2010年12月3日よりLISMOドラマとして配信の映画スピンオフドラマ。全5話。

#### キャスト（スピンオフ）
- 砂羽 - 矢田亜希子
- 一哉 - 安田顕
- 星乃 - 小林星蘭
- 一哉の母 - 円城寺あや
- 戸田昌宏[9]
- 戸次重幸(特別出演)[8][9]

#### スタッフ（スピンオフ）
- 原作 - 海堂尊『ジーン・ワルツ』（新潮社刊）
- 脚本・監督 - 永田琴
- 主題歌 - 手嶌葵「Amazing Grace」
- 制作プロダクション - STUDIO SWAN
- 製作著作 - KDDI / STUDIO SWAN